# Shikarpur, Bulandshahr
Shikarpur là một thành phố và là nơi đặt ban đô thị (municipal board) của quận Bulandshahr thuộc bang Uttar Pradesh, Ấn Độ.

## Địa lý
Shikarpur có vị trí 28°17′B 78°01′Đ / 28,28°B 78,02°Đ Nó có độ cao trung bình là 191 mét (626 feet).

## Nhân khẩu
Theo điều tra dân số năm 2001 của Ấn Độ, Shikarpur có dân số 33.130 người. Phái nam chiếm 53% tổng số dân và phái nữ chiếm 47%. Shikarpur có tỷ lệ 50% biết đọc biết viết, thấp hơn tỷ lệ trung bình toàn quốc là 59,5%: tỷ lệ cho phái nam là 60%, và tỷ lệ cho phái nữ là 40%. Tại Shikarpur, 18% dân số nhỏ hơn 6 tuổi.